# 니콜라이 그린코
니콜라이 그리고리예비치 그린코(러시아어: Николай Григорьевич Гринько, 우크라이나어: Микола Григорович Гринько 미콜라 흐리호로비치 흐린코[*], 1920년 5월 22일 ~ 1989년 4월 10일)는 소련의 영화 배우이다. 우크라이나 헤르손에서 태어났으며 소련 공산당 당원으로도 활동했다. 제2차 세계 대전 시기에 소련 공군 조종사로 복무했고 소련 정부로부터 2급 조국전쟁 훈장을 받았다. 우크라이나 키예프에서 백혈병으로 사망하였다.

## 영화
- 테헤란 43 (1981년)
- 잠입자 (1979년)
- 부라티노의 모험 (1975년)
- 거울 (1975년)
- 연인의 로맨스 (1974년)
- 솔라리스 (1972년)
- 전쟁과 평화 3부 (1967년)
- 전쟁과 평화 (1967년)
- 안드레이 루블료프 (1966년)
- 잊혀진 조상들의 그림자 (1964년)
- 이반의 어린 시절 (1962년) - 그랴즈노프 역